# یونه‌کورا شیگه‌تسوکو

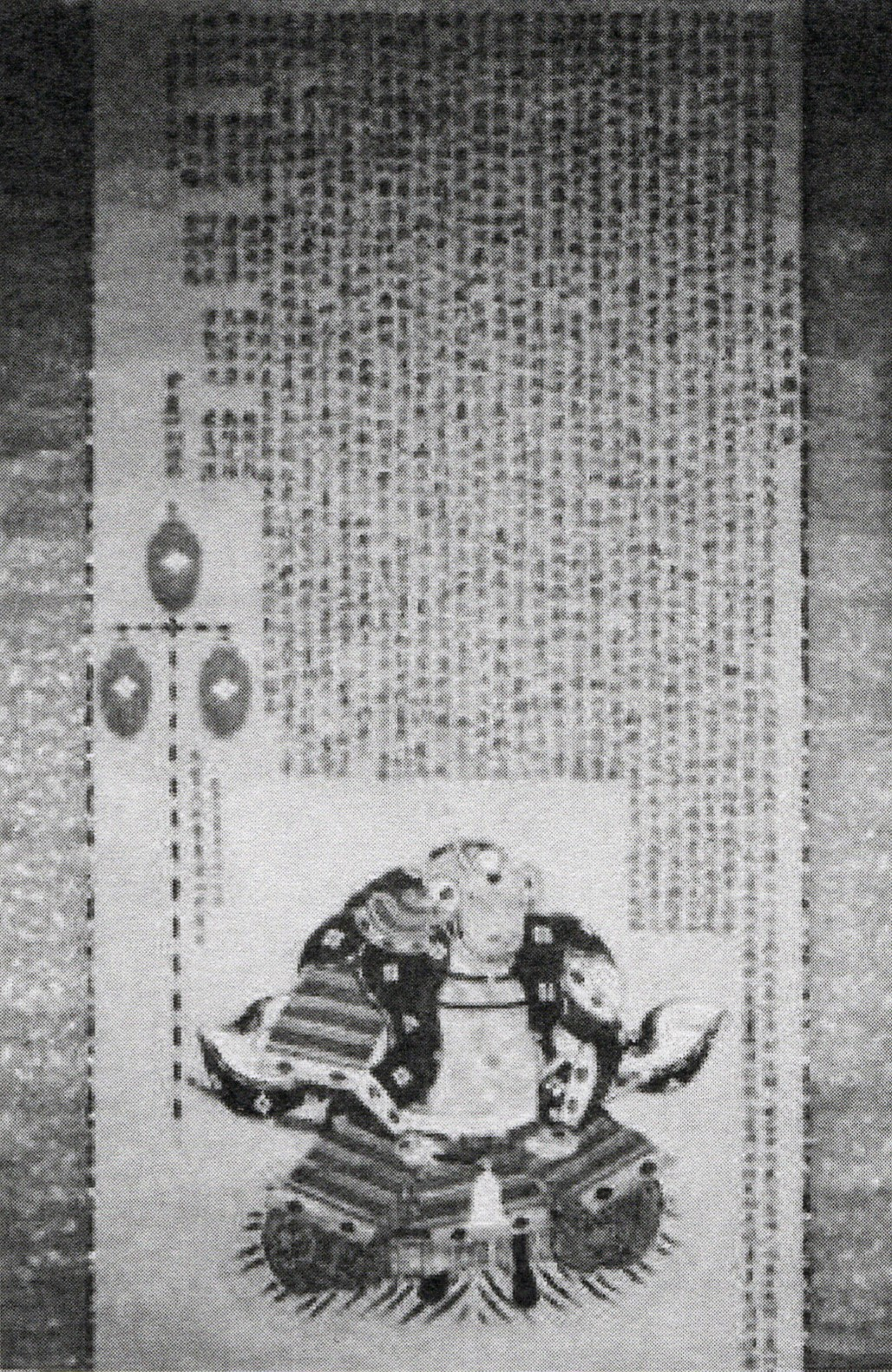
طرح‌نمایی از یونه‌کورا شیگه‌تسوکو (تانگونوکامی)

یونه‌کورا شیگه‌تسوکو (به ژاپنی: 米倉重継 Yonekura Shigetsugu)، یونه‌کورا تانگونوکامی (به ژاپنی: 米倉丹後守); – ۱ ژانویهٔ ۱۵۷۵) یک سامورایی بود که به خاندان تاکدا خدمت می‌کرد. او در نبرد ناگاشینو کشته شد.